# Palma slonova kost
 Palma slonova kost (lat. Phytelephas), rod korisnih palmi (Arecaceae) smješten u tribus Phytelephanteae, dio potporodice Ceroxyloideae. Postoje 4 vrste u tropskoj Americi.
Vrsta  Phytelephas macrocarpa, hrvatski je nazivana kameni orah palma.

## Vrste
1. Phytelephas aequatorialis Spruce
2. Phytelephas macrocarpa Ruiz & Pav.
3. Phytelephas tenuicaulis (Barfod) A.J.Hend.
4. Phytelephas tumacana O.F.Cook

## Sinonimi
- Elephantusia Willd.; Sp. Pl. ed. 4. 4: 1156 (1806)
- Palandra O.F.Cook; J. Washington Acad. Sci. 17: 228 (1927)
- Yarina O.F.Cook; J. Washington Acad. Sci. 17: 223 (1927)